# ホソオチョウ
ホソオチョウまたはホソオアゲハ（学名 Sericinus montela）は、チョウ目・アゲハチョウ科に属するチョウの一種。

## 分布
原産地は東アジア一帯で、ロシア沿海州、中国、朝鮮半島。もともと日本には生息していなかったが、1970年代以降日本各地で局地的に発生が確認されている外来種である。朝鮮半島南端まで分布しているにもかかわらず日本に生息していなかったので、対馬海峡成立後に勢力を伸ばしたものと推測される。

## 形態
白と黒の縞を基調とした翅の模様はアゲハに近いが、前翅長は3 cm前後で、アゲハよりかなり小振り。後翅にある細長い突起が和名の由来で、この突起はアゲハのものなどよりずっと細長く独特である。突起の長さは 3cm 程度で後翅そのものの長さと同じぐらい。
幼虫はギフチョウなどの幼虫に似て黒っぽく短い毛がまばらに生えたイモムシだが、より突起が多い。
アゲハチョウ科の中では系統的に古い種類で、ギフチョウ、ヒメギフチョウ、ウスバシロチョウなどとともに、ウスバアゲハ亜科 (Parnassiinae) というグループに属する。このグループは比較的寒冷な地に住む種が多く、氷期の生き残りといわれる種も多い。

## 生態
成虫は年数回発生する。オスメスで翅の模様はほとんど同じだが、オスでは全体が白っぽいのに対し、メスは黒い部分が多い。夏型は特に全体が黒味がかる。成虫は食草であるウマノスズクサの生える林縁などをフワフワとゆっくり飛ぶ。メスは葉の裏などにまとめて卵を産む。

## 外来種問題
最初に確認されたのは、1978年の東京都で、数年のうちに、中央本線沿いに山梨県にまで局地的に分布を広げた。1990年代になると、京都府、岐阜県、栃木県、宮城県、福岡県など地理的に離れた地域に生息が確認されている。本種は飛翔能力が低いため、現在までに生息が確認されたことのある地域は、違法な放蝶といった人為的手段で分布を広げたものと考えられている。
日本では前述の経緯からもわかるように外来種であり、外来生物法によって要注意外来生物に指定されている。また、植物防疫法でも輸入が禁止されている。一方で、本種の美しい見た目から保護する活動が一部地域でみられたこともあり、必ずしも外来種であるという認識が浸透しているとはいえない現状もある。今後も、さらに意図的な放蝶によって分布が拡大する恐れが指摘されている。
本種の幼虫の食草はウマノスズクサで、これは日本に生息する在来種のジャコウアゲハと同じ食草である。したがって、餌資源をめぐって競争する危険性がある。本種の分布が局所的であるため、全国的にジャコウアゲハの個体数や分布に影響を与えているものではないという意見もあるが、実際にホソオチョウが多数生息する地域では、ジャコウアゲハの生息密度が低くなっていることが確認されている。